# Herb Adderley
Herbert Allen Adderley (Filadelfia, Pensilvania, 8 de junio de 1939 – 30 de octubre de 2020), más conocido como Herb Adderley, fue un jugador profesional estadounidense de fútbol americano que se desempeñó en la posición de cornerback en la National Football League (NFL). Es miembro del Salón de la Fama del Fútbol Americano Profesional.

## Carrera
Adderley jugó como profesional nueve temporadas en Green Bay Packers (1961-1969), después pasó a Dallas Cowboys, donde jugó tres temporadas (1970-1972), y fue el equipo en el que se retiró.

## Reconocimiento
El 2 de agosto de 1980, ingresó como miembro al Salón de la Fama del Fútbol Americano Profesional.